# Нікі Белоко
Нікі Белоко (фр. Nicky Beloko, нар. 16 лютого 2000, Еболова, Камерун) — швейцарський футболіст камерунського походження, центральний захисник клубу «Ксамакс».

## Кар'єра клубу
Народився у Камеруні, втім футболом займався у кількох швейцарських клубах, останнім з яких був «Сьйон». 29 жовтня 2017 року дебютував за першу команду в матчі Суперліги. Цей матч так і залишився єдиним для гравця за команду.
Вже по завершенні сезону 18 червня 2018 року він перейшов в італійську «Фіорентину». У складі «фіалок» Белоко дебютував у Серії А 29 квітня 2019 року в грі проти «Сассуоло» (0:1), але закріпитись у команді не зумів, через що влітку того ж року був відданий в оренду в бельгійський «Гент». Проте за цю команду так і не дебютував.
У лютому 2021 року був відданий в оренду до «Ксамакса», а в липні того ж року клуб викупив контракт гравця.